# Свещеносец

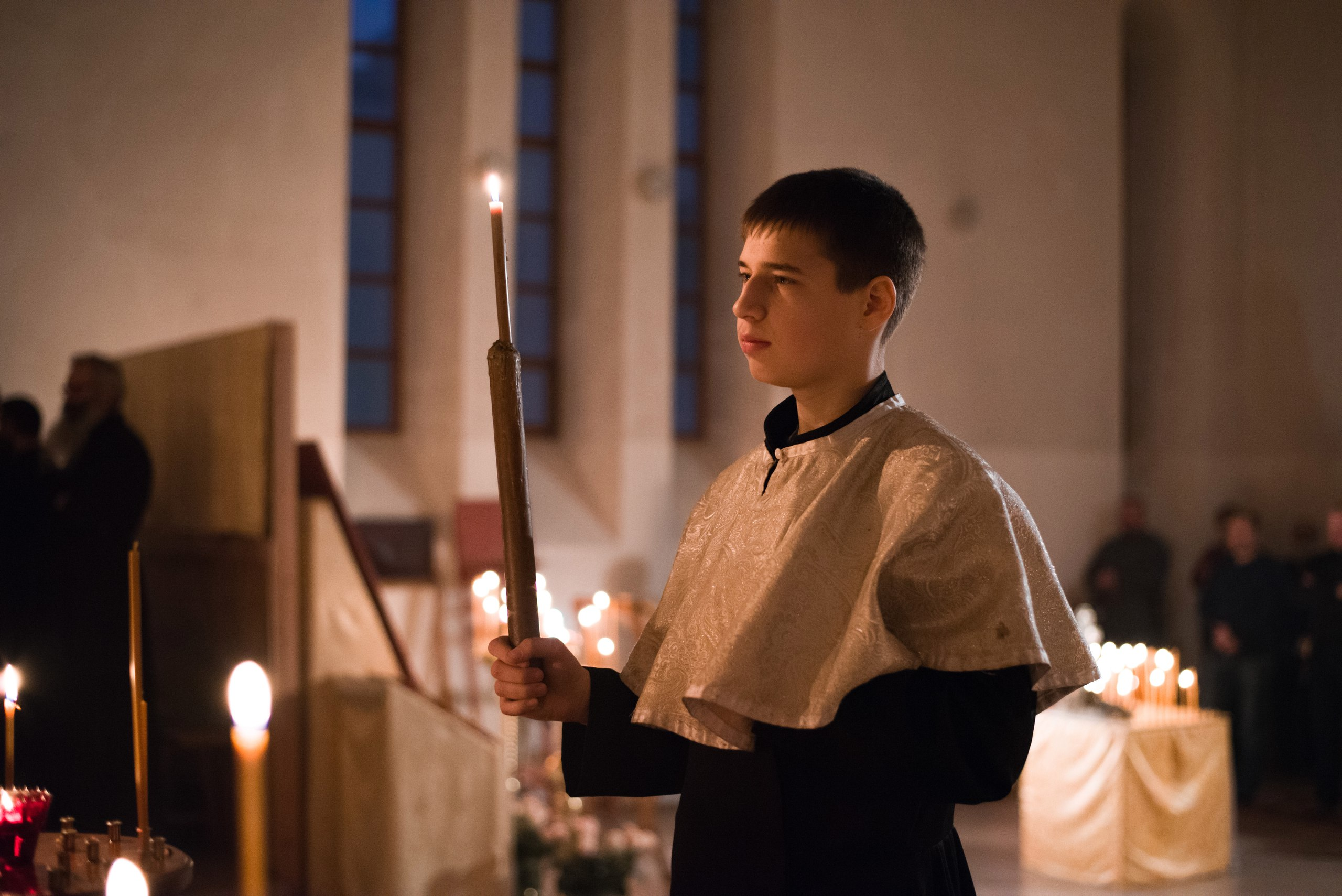
Свещеносец в Русской православной старообрядческой церкви

Свещено́сец (греч. δεποτάτος — шествующий впереди или греч. κηροφόρος — буквально: несущий воск (восковую свечу), от греч. κηρός — воск и греч. φορέω — носить) — в современном православии — церковнослужитель, носящий на богослужении и крестном ходе зажжённую свечу и подсвечник с возожжённой свечой, также в некоторых случаях богослужебный фонарь, иконы и прочие богослужебные предметы.

## История Чина свещеносца
Свещеносцы были известны со времен древней Церкви. Святитель Симеон Солунский замечает: «есть руковозложения на должности, например, депотата или свещеносца, совершающееся прежде руковозложения в чтеца, но, впрочем, уже не совершающиеся и ныне как бы совершенно прекратившиеся, хотя в церкви Фессалоникийской незадолго перед этим были и в древнейших уставах описаны». Сохранилось лишь несколько таких «древних уставов».
Древнейший дошедший до нас чин поставления в свещеносца содержится в Евхологии XI века. Парижской национальной библиотеки. Согласно ему, чин совершался так: ставленник подводился к архиерею и преклонял главу, архиерей трижды благословлял его и читал над ним молитву «Иже всю тварь светом просветивый…», в которой испрашивал ставленнику нескверную и непорочную одежду, после чего облекал в назначенные для свещеносца одежды и, помолившись, отпускал. Также этот чин описан и в Евхологиях XV века Лавры Афанасия Афонского и Синайской библиотеки, лишь с незначительными различиями в тексте молитвы. Чин называется: «греч. Τάξις γινομένη ἐπὶ προχειρήσει κηροφόρου καὶ δεποτάτου».
Это все сведения, которые известны относительно чина поставления в свещеносца. Существовал ли он раньше XI века неизвестно, равно, как и неизвестно, когда он вышел из употребления в Греческой Церкви, которая в современных богослужебных книгах его не имеет. Вероятно, этот чин вышел из употребления не одновременно во всех Восточных Церквах. Основание для этого дает святитель Симеон, когда говорит, что «в Церкви Фессалоникийской незадолго перед этим» он существовал. Видимо, в Солуни чин вышел из употребления в XIV в.; однако рукописи XV в., в которых этот чин содержатся, говорят о том, что еще в некоторых местах он употреблялся, но исчез не позже конца XVI в., поскольку греческие печатные Евхологии его не знают.
Поскольку Россия приняла христианство в то время, когда в Греции еще совершался этот чин, то он перешел и в практику Русской Церкви, где совершался до XVII века. Как чин совершался на Руси с Х по XVI веков — неизвестно. Скорее всего, он оставался точной копией греческого чина. На это указывают рукописные и печатные южно-славянские требники XIV—XVI веков.
В северо-русском чине уже в XVI веке встречаются небольшие изменения. После архиерейского благословения ставленник должен был трижды поклониться перед Царскими вратами, а после молитвы ему вручали свечу и произносили ектению. В XVII веке в чине произошел еще ряд изменений: ставленника выводили на середину храма, он трижды кланялся по направлению к Царским вратам и трижды архиерею. Подойдя к святителю, ставленник преклонял голову, архиерей трижды его благословлял, возлагал на голову руку и читал молитву. Из чина были исключены предначинательное благословение епископом поставляемого и ектения с прошением за него. Что же касается облачения ставленника в соответствующие ему одежды и вручение свечи, то эти действия вошли в современный чин поставления чтеца и певца.
В южно-русских Чиновника́х этот чин предписывалось совершать немного по-другому. Чин совершался перед началом Литургии, когда ставленника приводили на середину храма, где он кланялся архиерею, затем творил три поклона перед Царскими вратами, опять подходил к святителю и преклонял главу. Епископ благословлял его и начинал чин возгласом «Благословен Бог наш…», далее следовало «Начало обычное» и 83-й псалом, потом архиерей возлагал руку на голову пришедшего и читал молитву, после которой его облачали в подобающую одежду и святитель подавал свечу. Произносилась ектения со специальными прошениями и заканчивался чин краткой молитвой архиерея.
В Киевской митрополии этот чин еще назывался чином поставления «аколита». Аколит — это заимствованное через латинский (лат. acolythus) слово «аколуф» (греч. ἀκόλουθος — «спутник, провожатый»). Несмотря на то что это слово греческое, у греков аколуфов не было (их обязанности исполняли иподиаконы), это чисто латинская должность, что еще раз подтверждает, что на юге Руси чин появился под латинским влиянием.
На сегодняшний день в свещеносцы поставляют для постоянного служения в Русской православной старообрядческой церкви. Церковнослужители данной степени предносят подсвечники и свечи, исполняют обязанности чтецов и алтарников.

## Поставление в свещеносца
Посвящения в свещеносца удостаивают только мужчин. Если для чтеца нижней границей возраста, согласно разделу Кормчей книги «О поставлении церковных чинов» (43-й раздел в 42-й главе «От свитка новых заповедей Иустиниана царя»), является 15 лет, то свещеносцы не упоминаются ни среди правил Вселенских соборов, ни в Кормчей, поэтому архиерей может поставлять человека в свещеносца с более раннего возраста — с 10 или даже с 7 лет. Неженатый и не монашествующий православный христианин, посвященный в свещеносца, как и чтец, ещё имеет право вступить в христианский брак, а рукоположенный во иподиакона и выше, уже не может законно венчаться.
В настоящее время отдельного чина поставления в свещеносца нет. Он входит в состав хиротесии в чтеца. Однако наиболее часто на приходах Русской православной церкви хиротесия также не совершается, она заменяется обычным благословением настоятелем прихода на участие прихожанина мужского пола в богослужении в качестве пономаря или алтарника.
В современной богослужебной практике Русской православной церкви обязанности чтеца, пономаря, алтарника и свещеносца, как правило, не различаются и их может исполнять один и тот же церковнослужитель.
В Чиновнике архиерейского священнослужения содержится чин поставления в свещеносца, который предшествует чину поставления в чтеца. Согласно Чиновнику, чтец или иподиакон перед своим поставлением должны находится в чине свещеносцев. Поэтому в современном чинопоследовании Русской православной церкви чин поставления в свещеносца не отделяется от поставления в чтеца. Однако исторически чин поставления в свещеносца является отдельным чином, в качестве облачения ему был усвоен малый фелонь. В настоящее время такая традиция сохраняется у старообрядцев.
Свещеносец должен носить подрясник, поясок и скуфью. Во время поставления, согласно чину, на него надевается малая фелонь, которая затем снимается после хиротесии человека в чтеца, и на него надевается стихарь.